# قشلاق تک قوئی مطلب و علی‌خان
قشلاق تک قوئی مطلب و علی‌خان یک منطقهٔ مسکونی در ایران است که در استان اردبیل واقع شده‌است. براساس سرشماری مرکز آمار ایران در سال ۱۳۹۵، قشلاق تک قوئی مطلب و علی‌خان ۹۹ نفر جمعیت دارد.